# تكأة الرسام

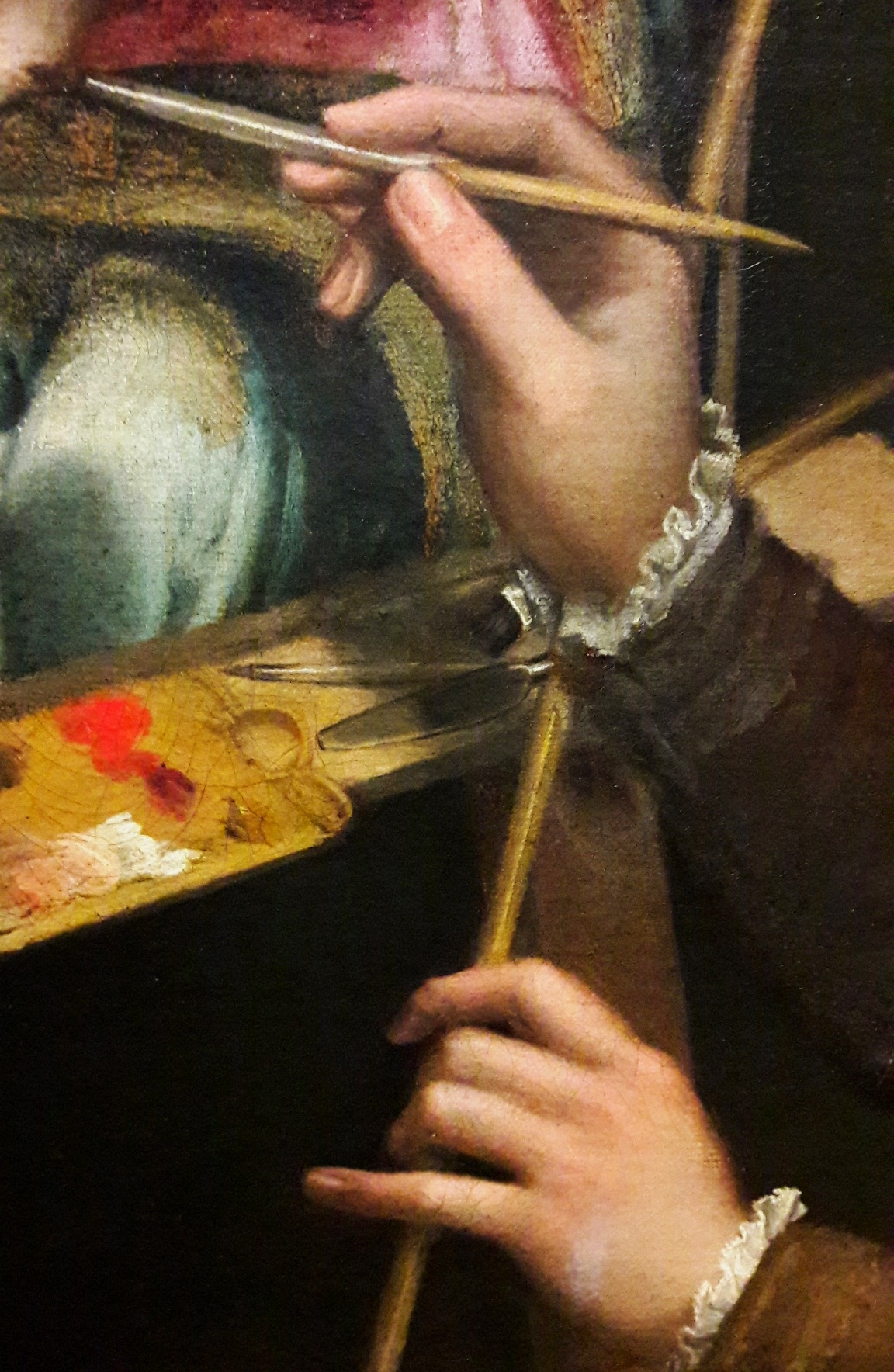
كثبية لتُكأة الرسام

تُكأة الرسَّام هي عصا ذات جلد ناعم أو رأس مبطن يستخدمها الرسامون لدعم اليد العاملة بفرشاة رسم أو قلم.

## الصور

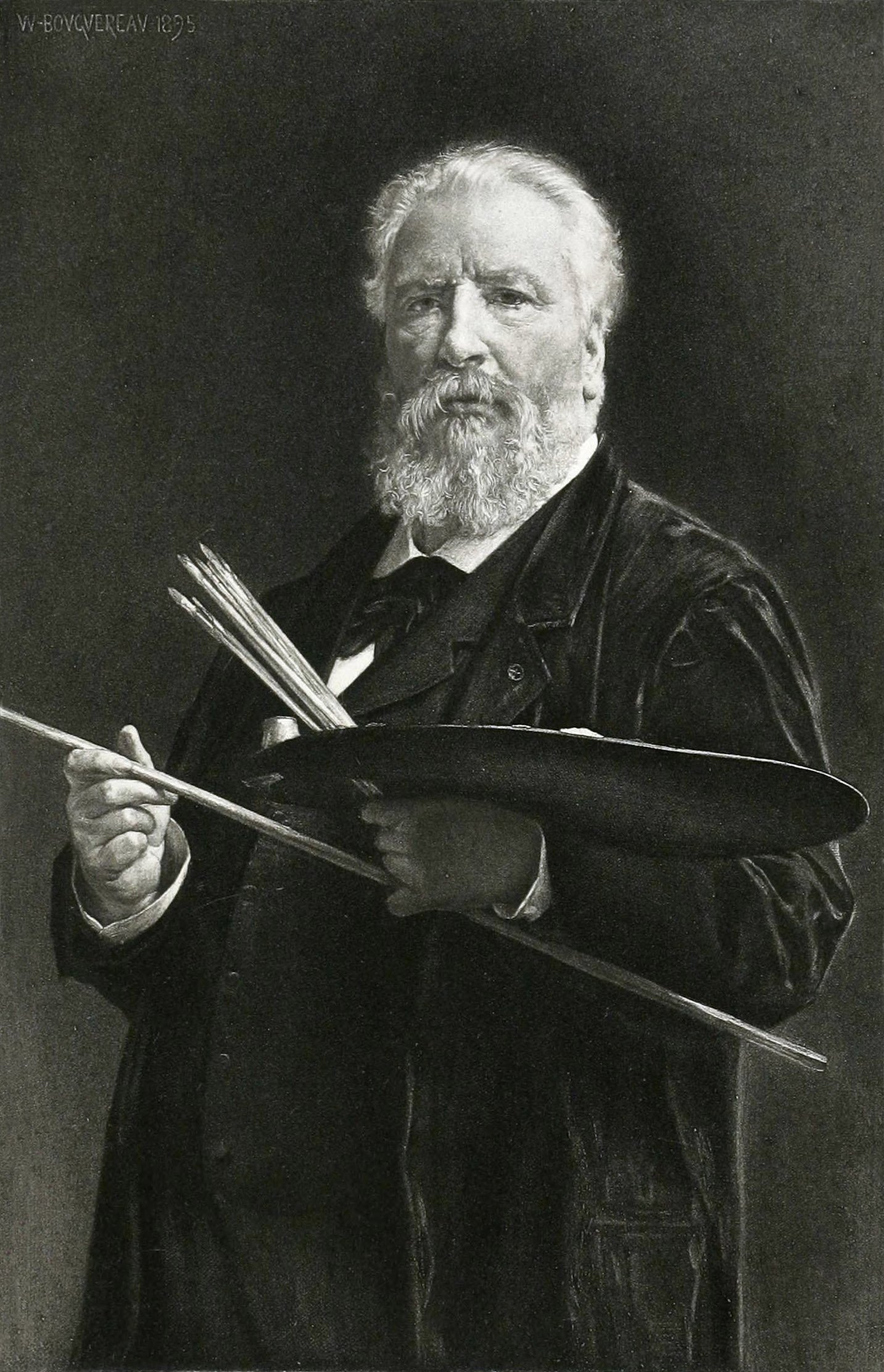
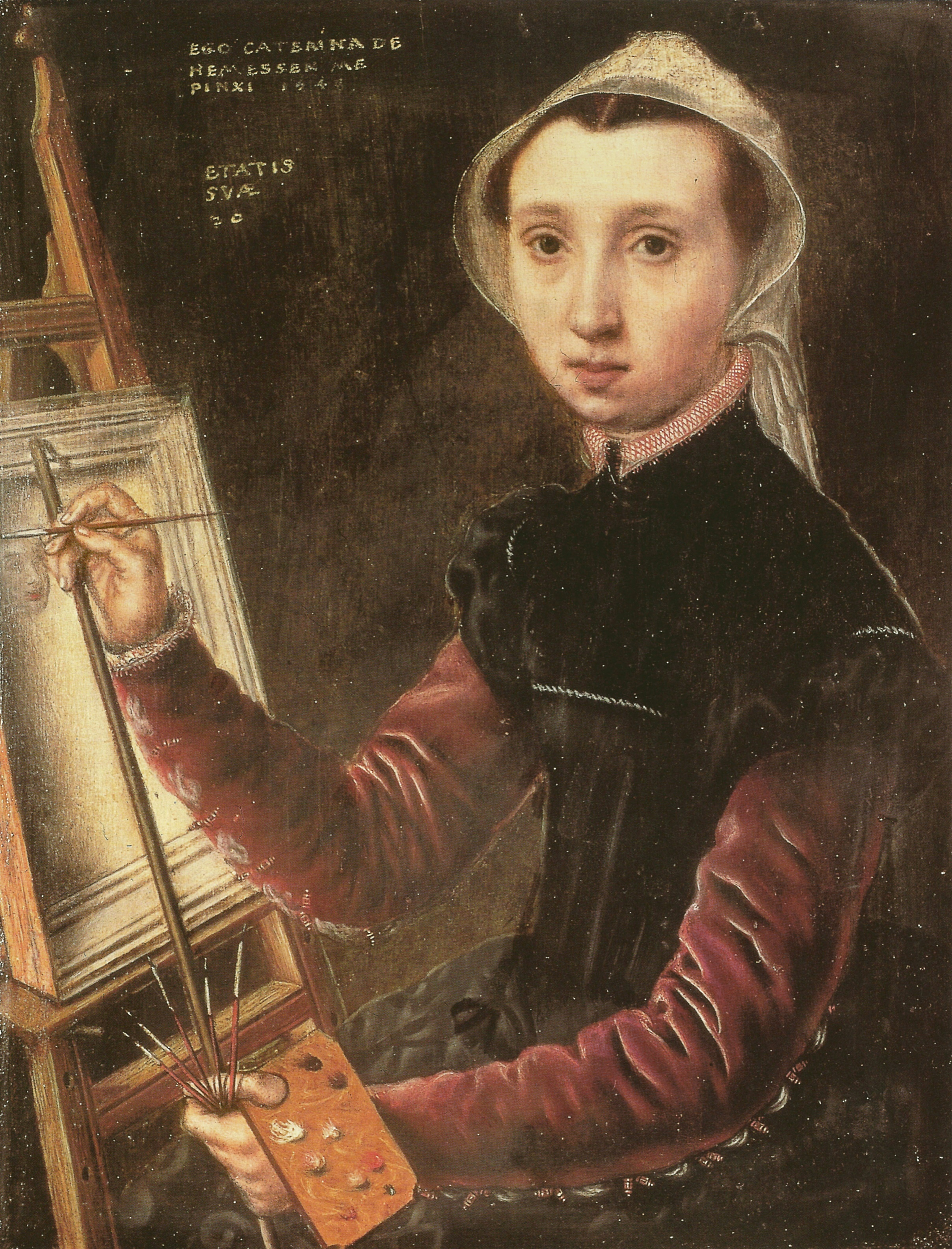
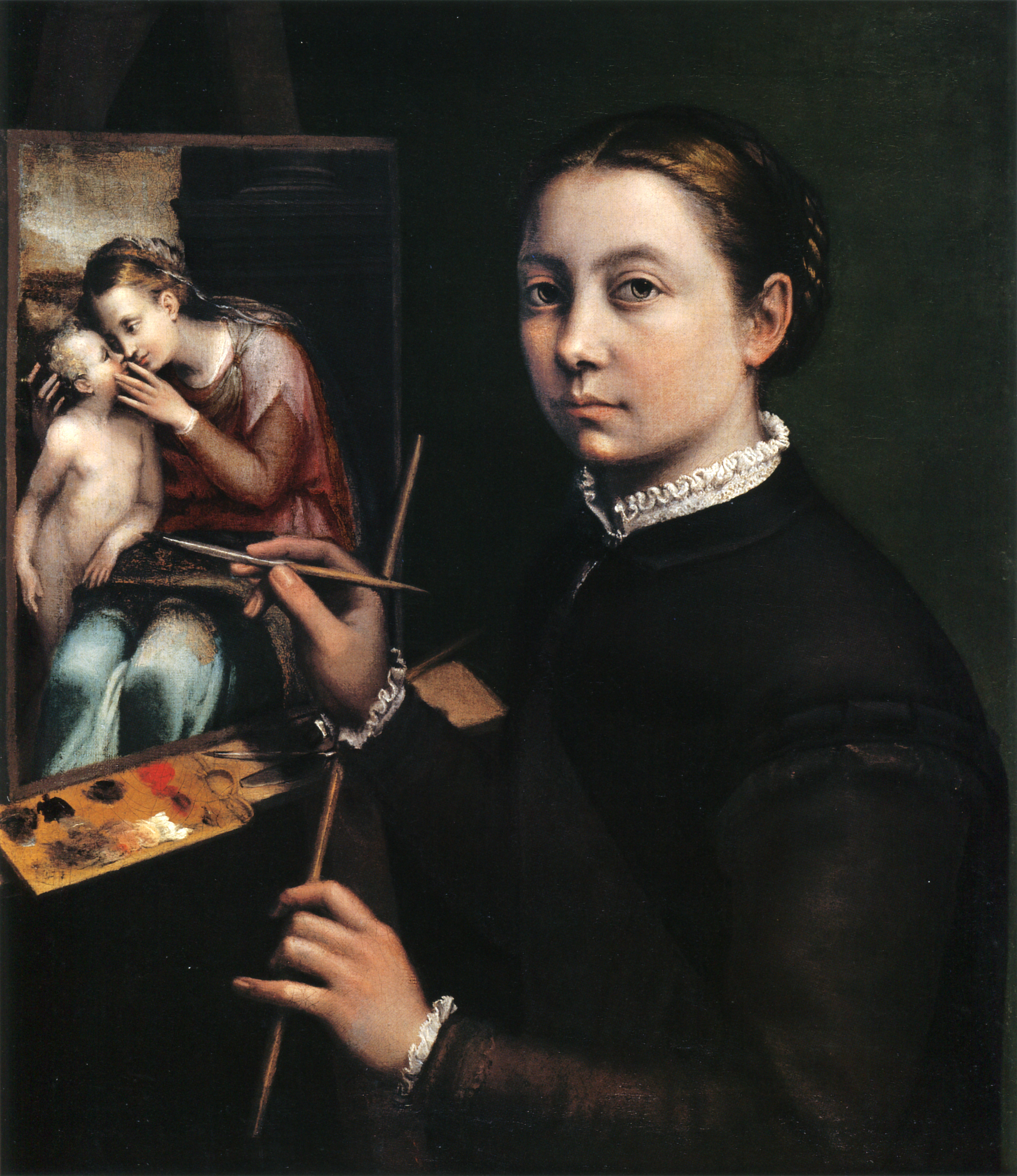
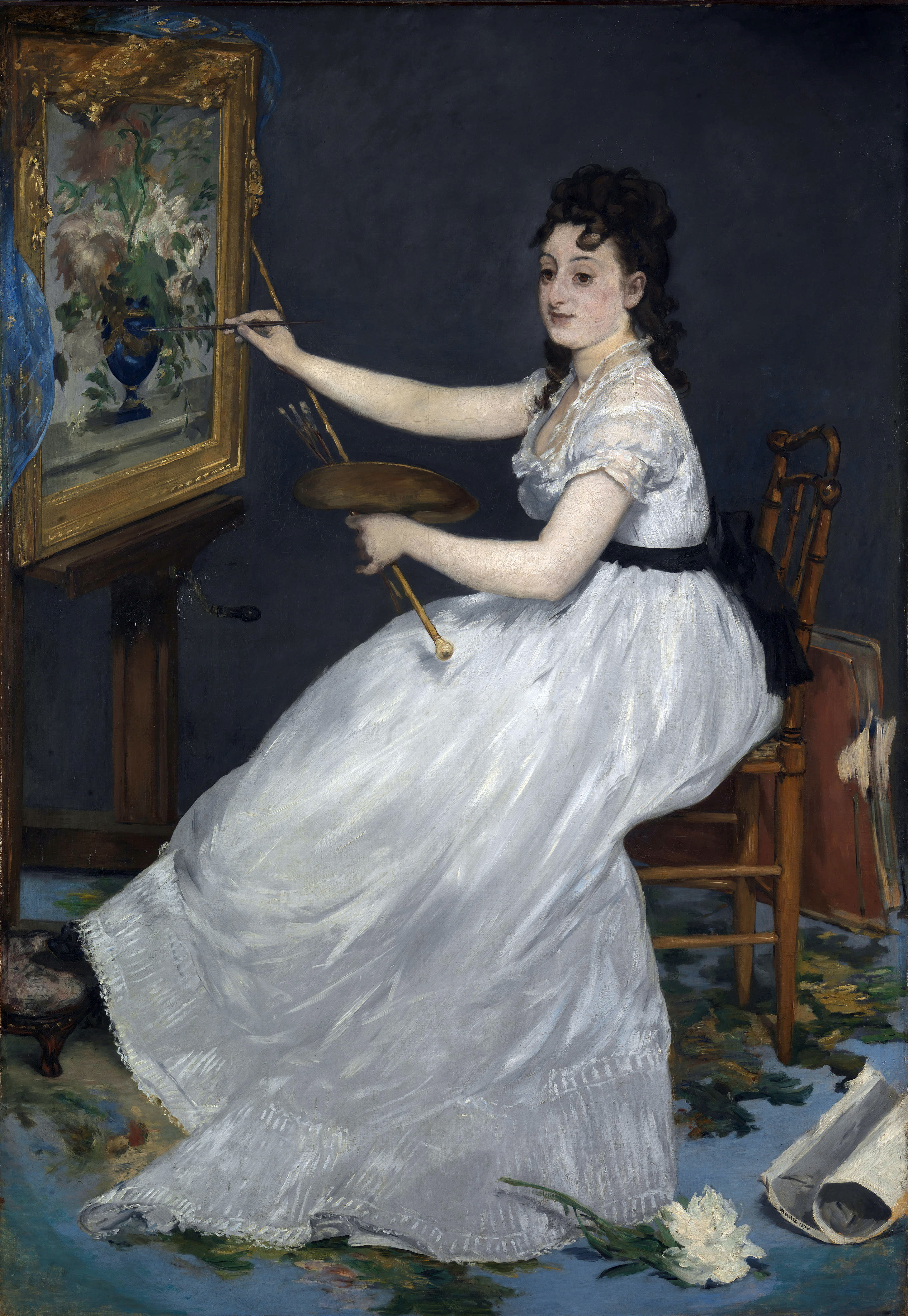
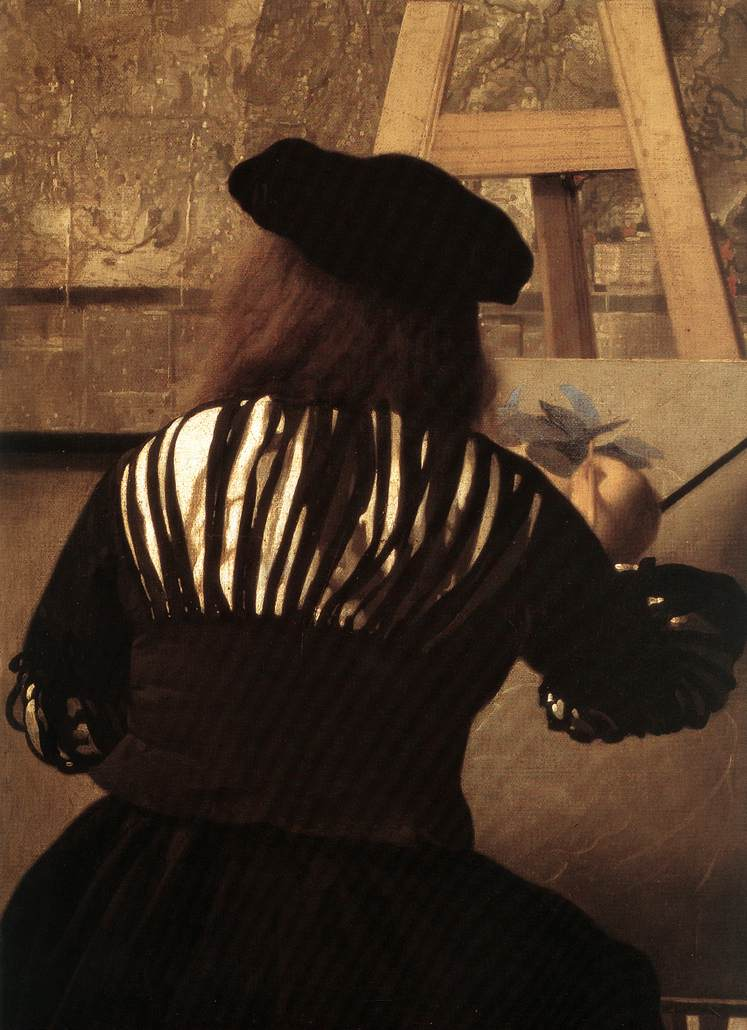